# Ken Robinson
Sir Ken Robinson (4. března 1950 Liverpool, Spojené království – 21. srpna 2020, Londýn) byl britský spisovatel, pedagog a mezinárodně působící poradce pro vzdělávání. Ve svých dílech a přednáškách zdůrazňuje význam představivosti a tvůrčího přístupu v učení, které podle něj tradiční vzdělávací systémy v dětech naopak potlačují. Za svou práci získal řadu ocenění. V roce 2003 byl za zásluhy v oblasti umění povýšen do rytířského stavu.

## Život
Robinson pocházel z dělnické rodiny a vystudoval základní školu Margaret Beavan Open Air Day School v Liverpoolu na přelomu 50. a 60. let, což významně ovlivnilo jeho zájem o vzdělávání. V šestnácti letech na střední škole se rozhodl inscenovat divadelní představení, které později na doporučení svého učitele začal také režirovat.

## Vliv
Ken Robinson se stal známým nejen svými knihami, přednáškami a poradenskou činností, ale také svými veřejnými vystoupeními. Jedním z nich je vystoupení na TEDX s názvem Do Schools Kill Creativity, které získalo 35 milionů zhlédnutí. Důležité je podle Robinsona umožnit dětem, co je skutečně baví a v čem jsou dobří, a také jim poskytnout pocit uspokojení a radosti. Stejně tak mají děti mít možnost experimentovat, zažívat setkání s chybou či prohrou, a mít možnost se z nich poučit.

## Dílo
- 1977 Learning Through Drama: Report of The Schools Council Drama Teaching Project (spoluautoři Lynn McGregor a Maggie Tate), UCL, Heinemann
- 1980 Exploring Theatre and Education, Heinemann
- 1982 The Arts in Schools: Principles, Practice, and Provision, Nadace Calouste Gulbenkiana
- 1984 The Arts and Higher Education, Gulbenkian and the Leverhulme Trust
- 1986 The Arts in Further Education, Department of Education and Science
- 1998 All Our Futures: Creativity, Culture, and Education (The Robinson Report)
- 2001 Out of Our Minds: Learning to Be Creative, Capstone
- 2009 The Element: How Finding Your Passion Changes Everything (spoluautor Lou Aronica), Viking Press
- 2013 Finding Your Element: How To Discover Your Talents and Passions and Transform Your Life (spoluautor Lou Aronica), Viking Press